# Бернгард Аллендер
Бе́рнгард А́ллендер — англійський підприємець металург, відомий як спеціаліст з пудлінгування.
Деякий час працював в Швеції по влаштуванню пудлінгових печей, які працювали на деревному паливі. Там познайомився з воткінським інженером О.Олишевим, який також вивчав пудлінгування. Влітку 1839 року Олишев запросив Аллендера на Воткінський завод для удосконалення процесу пудлінгування. Згідно з контрактом Аллендер був зобов'язаний встановити на заводі пудлінгові та зварювальні печі за прикладом тих, які діяли в Швеції, та вчити людей цій справі. Аллендер провів серію вдалих дослідів з приготування стовбурного заліза. В печах, встановлених ним, скорочувались витрати палива та води, зменшувалось число обслуговуваного персоналу, покращувалась якість метала. Аллендер пробув на Воткінському заводі до 1846 року.